# George Hotel
Le George Hotel  est un hôtel d'Huddersfield dans le Yorkshire de l'Ouest en Angleterre. Il est célèbre, car il est le lieu qui donne officiellement naissance au rugby à XIII en 1895. Construit en 1851, l'hôtel compte alors avec soixante chambres et est classé trois étoiles. Il est fermé en janvier 2013 et  racheté en 2020 par le Conseil local.
Il possède une façade à l'italienne conçu par William Walker lors de l'ère victorienne autour de 1851.
En 2020, le bâtiment est racheté par le conseil de Kirklees dans le cadre du projet de régénération Huddersfield Blueprint. Le monument abritera le musée de la Rugby League.

## Naissance du rugby à XIII
C'est dans cet hôtel le 29 août 1895 que vingt-et-un clubs du Lancashire et du Yorkshire se réunissent et votent par une majorité de vingt clubs à un vote de faire sécession du Rugby Football Union pour créer la Northern Rugby Football Union. En 1922, cette dernière devient la Rugby Football League.
Au sous-sol de l'hôtel, à l'instigation  du présentateur sportif Mike Stephenson,  se trouve l'unique musée sur le rugby à XIII anglais. Ouvert le 30 août 2005, ce musée a été inauguré par les anciens joueurs Billy Boston, Neil Fox et Mick Sullivan. Des expositions de souvenirs, notamment de maillots rares, de médailles, de casquettes, de programmes ou de photographies, ont été organisées. Le 24 juin 2020, Rugby League Cares a annoncé un partenariat avec le Conseil de Kirklees pour créer un musée national de la Ligue de rugby dans le George Hotel.